# Масапе
Масапе (порт. Massapê)  —  муниципалитет в Бразилии, входит в штат Сеара. Составная часть мезорегиона Северо-запад штата Сеара. Входит в экономико-статистический  микрорегион Собрал. Население составляет 33 924 человека на 2006 год. Занимает площадь 571,531 км². Плотность населения — 59,4 чел./км².

## Статистика
- Валовой внутренний продукт на 2003 составляет 56.179.355,00 реалов (данные: Бразильский институт географии и статистики).
- Валовой внутренний продукт на душу населения на 2003 составляет 1.759,51 реалов (данные: Бразильский институт географии и статистики).
- Индекс развития человеческого потенциала на 2000 составляет 0,600 (данные: Программа развития ООН).